# Isabel Ruth
Isabel Ruth da Silva Roberto dos Santos ComIH, mais conhecida por Isabel Ruth (Tomar, 6 de abril de 1940), é uma actriz portuguesa .

## Biografia
Foi para Lisboa aos 12 anos, onde começou a estudar ballet. Em 1958, partiu para Londres, onde, durante dois anos, frequentou a Royal Ballet School. De regresso a Portugal, ingressou no Grupo Experimental de Ballet (que mais tarde se transformaria no Ballet Gulbenkian). Aí obteve vários sucessos como bailarina, sendo de destacar a sua criação em Ritmo Violento (1961), coreografado por Norman Dickson. 
Ingressou no teatro por volta de 1970, depois de se estrear em O Marinheiro, de Fernando Pessoa, dirigida por Fernando Amado no Teatro da Casa da Comédia. Trabalhou depois com Ribeirinho (1967 - O Inspector Geral, de Nikolai Gogol, no Teatro Villaret), José Wallenstein, Fernando Heitor, Diogo Dória, Jorge Listopad, entre outros.
No âmbito internacional, uma curta-metragem com Pascal Aubier em França foi o ponto de partida para trabalhar com vários realizadores europeus. Instalou-se em Itália, em 1967, e aí frequentou os meios artísticos. Tornou-se amiga de Pier Paolo Pasolini e de Bernardo Bertolucci, participando em diversas curtas metragens. Foi dirigida por Pasolini em Edipo Re (1967), protagonizou duas longas-metragens (uma, Il Retorno, realizada por Leonello Massobrio, outra, H2S de Roberto Faenza). E também teatro - ao lado de Laura Betti, fez Il Ricatto all Teatro, de Dacia Maraini. Depois de uma longa viagem ao Oriente, viveu em Espanha e, em 1973, regressou a Portugal. Só em 1979 reapareceu no teatro (em Éden Cinema de Marguerite Duras, encenado por Fernando Heitor) e no cinema encarnou a rainha D. Teresa no filme O Bobo, de José Álvaro Morais.
Considerada uma das maiores atrizes do cinema português, é presença fetiche na cinematografia de Paulo Rocha, que a dirigiu em Os Verdes Anos (1963), Mudar de Vida (1966), O Rio do Ouro (1998), A Raiz do Coração (2000) e Vanitas (2004). Trabalhou regularmente com Manoel de Oliveira em Vale Abraão (1993), A Caixa (1994), Viagem ao Princípio do Mundo (1996), Inquietude (1998), Vou para Casa (2001), O Princípio da Incerteza (2002) e Espelho Mágico (2006). Foi ainda dirigida por João Botelho (1980 - Conversa Acabada, 1988 - Tempos Difíceis), José Álvaro Morais, Jorge Silva Melo, Lauro António, Jorge Cramez, Eduardo e Ann Guedes, Manuel Mozos, Raúl Ruiz, Margarida Gil, Fernando Lopes, Teresa Villaverde, Pedro Costa, Raquel Freire, Cláudia Tomaz e Catarina Ruivo. 
Voltou a filmar em Itália com Tonino de Bernardi, onde participou na XVII edição do festival “Segni Barocchi”, em Foligno.  
Também escreve e compõe música. Publicou em 2006, o livro Fotopoesia pela editora Guerra&Paz, uma autobiografia poética, com prefácio de Urbano Tavares Rodrigues. 

## Prémios e Reconhecimento
Em 1995, no Festival de Cinema em Moscovo "Faces of Love", é eleita a melhor atriz pelo seu desempenho no filme Pax, do realizador Eduardo Guedes. 
No final de 1999, a Cinemateca Portuguesa faz-lhe uma homenagem e João Bénard da Costa dedica-lhe o livro A dupla vida de Isabel Ruth. 
Ganhou duas vezes um Globo de Ouro para Melhor Actriz, a primeira vez foi em 2007, pela sua interpretação em Vanitas do realizador Paulo Rocha; voltando a ganhar 2019  pelo papel que interpretou no filme Raiva de Sérgio Tréfaut, pelo qual também ganhou o de Melhor Actriz nos Prémios Sophia no mesmo ano. 
A Academia Portuguesa de Cinema, distinguiu-a com o Prémio Sophia Carreira em 2012. 
A 27 de março de 2018, foi feita Comendadora da Ordem do Infante D. Henrique, pelo então presidente da República Portuguesa Marcelo Rebelo de Sousa.

## Televisão
- 1961 - O Bota de Elástico
- 1961 - A Renúncia
- 1962 - A Vergonha da Família
- 1962 - As Luvas
- 1962 - O Relógio Perdido
- 1962 - Apito e Casas Pequenas
- 1963 - O Homem Multiplicado
- 1963 - Melodias de Sempre
- 1964 - A Quarta Parede
- 1964 - O Amansar da Fera
- 1965 - Bons Sentimentos
- 1965 - Os Adelfos
- 1966 - A Grande Aventura
- 1975 - O Viveiro
- 1991 - Terra Instável
- 1999 - Diário de Maria
- 2000 - Ajuste de Contas [15]
- 2002 - Sociedade Anónima
- 2012 - Morte dos Tolos
- 2019 - Terra Brava
- 2020 - A Generala [16]
- 2020 - Crónica dos Bons Malandros [17]
- 2022 - Por Ti

## Filmografia
Fez parte do elenco dos filmes: 
- 1962 - Os Verdes Anos, de Paulo Rocha
- 1965 - Domingo à Tarde, de António de Macedo
- 1966 - Mudar de Vida, de Paulo Rocha
- 1967 - Édipo Rei, de Pier Paolo Pasolini
- 1968 - La rivoluzione sessuale, de Riccardo Ghione
- 1968 - Il Rapporto, de Lionello Massobrio
- 1969 - H2S, de Roberto Faenza
- 1981 - Conversa Acabada, de João Botelho
- 1984 - Paisagem sem Barcos, de Lauro António
- 1987 - O Bobo, de José Álvaro Morais
- 1987 - O Desejado, de Paulo Rocha
- 1988 - Agosto, de Jorge Silva Melo
- 1988 -Tempos Difíceis, de João Botelho
- 1989 - Na Pele do Urso, de Anne e Eduardo Guedes
- 1990 - Idade Maior, de Teresa Villaverde
- 1991 - Malvadez, de Luís Alvarães
- 1992 - Xavier, de Manuel Mozos
- 1992 - Dead Letters, de Robin Shepperd (curta)
- 1992 - Terra Fria, de António Campos
- 1993 - Coma, de Denys Granier-Deferre
- 1993 - Vale Abraão, de Manoel de Oliveira
- 1994 - Três Irmãos, de Teresa Villaverde
- 1994 - Pax, de Eduardo Guedes
- 1994 - A Caixa, de Manoel de Oliveira
- 1996 - A Fachada, de Júlio Alves (curta)
- 1997 - Fleurs du Destin, de Tonino de Bernardi
- 1997 - O Apartamento, de João Tuna, João Tiago Costa, Luís Fonseca, Vítor Joaquim, João Milagre, Victor Nobre, Rui Poças e Leonardo Simões (curta)
- 1997 - Viagem ao Princípio do Mundo, de Manoel de Oliveira
- 1997 - Ossos, de Pedro Costa
- 1998 - O Rio do Ouro, de Paulo Rocha
- 1998 - Inquietude, de Manoel de Oliveira
- 1998 - Os Mutantes, de Teresa Villaverde
- 1998 - Camaradagem, de Vasco Pimentel (telefilme)
- 1998 - Cinématon 1825, de Gérard Courant
- 1998 - O Anjo da Guarda, de Margarida Gil
- 1999 - Três Pontes sobre o Rio, de Jean Claude Biette
- 1999 - Appassionate, de Tonino de Bernardi
- 1999 - A Raiz do Coração, de Paulo Rocha
- 2000 - Peixe-Lua, de José Álvaro de Morais
- 1999 - Noites, de Cláudia Tomaz
- 1999 - Lourdes, de Lodovico Gasparini (telefilme)
- 2000 - The Shadow, de Jesus Emanuel
- 2000 - Rasganço, de Raquel Freire
- 2000 - Hamlet, de Tonino de Bernardi
- 2000 - Vou para Casa, de Manoel de Oliveira
- 2000 - Cinema, de Fernando Lopes (curta)
- 2000 - Erros Meus, de Jorge Cramez (curta)
- 2001 - L'homme de Foules, de John Lvoff
- 2001 - O Delfim, de Fernando Lopes
- 2002 - O Princípio da Incerteza, de Manoel de Oliveira
- 2004 - El Coche de Pedales, de Ramón Barea
- 2005 - Adriana, de Margarida Gil
- 2006 - Vanitas, de Paulo Rocha
- 2006 - Espelho Mágico, de Manoel de Oliveira
- 2007 - Médée Miracle, de Tonino De Bernardi
- 2008 - Daqui p'rá Frente, de Catarina Ruivo
- 2008 - Nadine, de Erik de Bruyn
- 2009 - Um Dia Frio, de Cláudia Varejão (curta)
- 2010 - O Estranho Caso de Angélica, de Manoel de Oliveira
- 2010 - Amor Cego, de Paulo Filipe (curta)
- 2011 - Khoreia, de Manuel Guerra (curta)
- 2011 - E o Tempo Passa, de Alberto Seixas Santos
- 2011 - Os Conselhos da Minha Vida, de André Santos Luís e Miguel Lopes Rodrigues (curta)
- 2011 - Final, de Miguel Guimarães e Daniel P. Sousa
- 2011 - Viagem a Portugal, de Sérgio Tréfaut
- 2011 - Olhos Vermelhos
- 2012 - A Vingança de Uma Mulher, Rita Azevedo Gomes
- 2012 - A morte dos Tolos, de Henrique Oliveira (telefilme)
- 2013 - L'inconnu, de Anne Leclercq (curta)
- 2013 - Versailles, de Carlos Conceição (curta)
- 2013 - Se Eu Fosse Ladrão, Roubava, de Paulo Rocha
- 2016 - Treblinka, de Sérgio Tréfaut
- 2018 - Raiva, de Sérgio Tréfaut
- 2019 - Fátima, de Marco Pontecorvo
- 2020 - Ordem Moral, de Mário Barroso

## Teatro
- 1964 - Auto do Divino Narciso - Casa da Comédia [19]
- 1965 - O Inspector Geral - Teatro Villaret [20]
- 1965 - Braço Direito, Precisa-se! - Teatro Villaret [21]
- 1965 - Desculpe se o Matei - Teatro Villaret [22][23]
- 1966 - A Guerra do Espanador - Teatro Villaret[24]
- 1989 - O Irmão - Casa da Comédia [25]
- 1998 - Pecado - Centro Cultural de Belém
- 2014 - MarLeni - Escola de Mulheres [26]
- 2022 - A Casa de Bernarda Alba - Teatro do Bairro[27]